# Agénor de Gramont (ministro)
Antoine Alfred Agénor de Gramont (Saint-Germain-en-Laye, 14 agosto 1819 – Parigi, 17 gennaio 1880) è stato un diplomatico e politico francese, ministro degli esteri sotto Napoleone III e responsabile dell'isolamento diplomatico del suo paese durante la guerra franco-prussiana.

## Biografia
Membro di una vecchia ed aristocratica famiglia, era figlio di Antoine IX de Gramont, e di sua moglie, Ida d'Orsay. Allo scoppio della Rivoluzione di luglio prese la via dell'esilio, insieme ai parenti, alla volta di Londra.
Ritornato in Francia nel 1833, Agénor si buttò a capofitto nella vita mondana, divenendo l'amante di attrici e celebri cortigiane. Tra queste vi era Rachel Félix e Marie Duplessis, la celebre signora delle camelie, alla cui vicenda si ispirò Alexandre Dumas e lui stesso fu rappresentato nel romanzo sotto l'identità di Armando Duval. A seguito della scandalosa relazione, uno zio si adoperò per farlo ritornare a Londra e di lì a Vienna, dove si innamorò di Hilda Arnold, dalla quale ebbe una figlia.

## Carriera
Napoleone III, desideroso di unirsi alle antiche famiglie aristocratiche, lo ha nominato, il 22 dicembre 1851, ministro plenipotenziario alla corte dell'Assia-Kassel. Il 5 marzo 1852 è stato nominato Ministro di Francia alla corte di Württemberg, prima di trasferirsi a Torino il 3 gennaio 1853.
Il 16 agosto 1857 è stato nominato ambasciatore presso la Santa Sede, con il quale ha stabilito con papa Pio IX un rapporto di fiducia e anche di amicizia. Nel 1861 si trasferì a Vienna, dove conquistò la fiducia dell'imperatore Francesco Giuseppe, mentre la moglie divenne un'intima amica dell'imperatrice Elisabetta.
Sostenitore di un intervento militare del suo paese nella seconda guerra d'indipendenza italiana quanto di un'alleanza con l'Impero austro-ungarico in funzione anti-prussiana, venne nominato ministro degli esteri nel maggio 1870.
La sua naturale avversione alla Prussia lo portò ad essere fermamente contrario ad una candidatura del principe Leopoldo di Hohenzollern-Sigmaringen alla corona spagnola. Il provocatorio telegramma inviato al re prussiano Guglielmo I il 12 luglio 1870, in cui si chiedeva di porre un veto alle intenzioni del principe, fu in gran parte prodotto dalla penna di Gramont (questo evento portò al dispaccio di Ems e alla guerra franco-prussiana). A meno di un mese dall'inizio delle ostilità con la Germania, Gramont si dimise dalla sua carica e si ritirò dalla vita politica. Nel 1872 pubblicò La France et la Prusse avant la guerre ("La Francia e la Prussia prima della guerra") in difesa delle sue azioni che sfociarono nel conflitto rivelatosi fallimentare per la Francia.

## Matrimonio
Nel 1848 sposò Emma Mary MacKinnon (15 agosto 1811-15 novembre 1891), figlia di William Alexander MacKinnon, capo del Clan MacKinnon e membro del parlamento del Regno Unito. Ebbero quattro figli:
- Corisande (1850-1935);
- Antoine Alfred de Gramont (1851-1925);
- Armand, Duca di Lesparre (1854-1931);
- Alfred, conte de Gramont (1856-1915), sposò Marguerite Sabatier, ebbero due figli.

## Pubblicazioni
- La France et la Prusse avant la guerre (1872)
- Histoire et généalogie de la maison de Gramont (1874)
- Passé et présent, étude d'histoire contemporaine (1875)[2]
- L'Allemagne nouvelle. 1863-1867 (1879)
- Jean-Étienne-Eugène de Jacob de La Cottière, membre de la Société des gens de lettres de France (1885)[2]
- Souvenirs, 1848-1850 (1901) - prodotto per il duca di Lesparre